# Саркофаг Табнита
Саркофаг Табнита — базальтовая гробница финикийского царя Табнита (Теннеса) Сидонского (ок. 490 г. до н. э.), отца царя Эшмуназара II. Саркофаг украшен двумя отдельными и несвязанными надписями — одна на египетских иероглифах, а вторая на финикийском письме. Он был создан в начале 5-го века до нашей эры и был обнаружен в 1887 году Османом Хамди в некрополе Аяа возле Сидона вместе с гробницей Александра и другими гробницами. Тело Табнита было найдено плавающим в своей оригинальной бальзамирующей жидкости. Саркофаг и разложившийся скелет Табнита в настоящее время находятся в Стамбульском археологическом музее.
Саркофаг вместе с саркофагом Эшмуназара II, возможно, были приобретены сидонцами после их участия в Битве при Пелусии (525 г. до н. э.), и служили образцами для более поздних финикийских саркофагов. Считается, что финикийский текст на гробнице имеет «замечательное» сходство с надписью Шебна из Иерусалима.

## История открытия саркофага
Гробницы возле Сидона были обнаружены в 1887 году американским пресвитерианским проповедником Уильямом Кингом Эдди (отцом Уильяма А. Эдди). Уильям Райт направил в «The Times» письмо с новостями об открытии Эдди и умолял Британский музей «принять незамедлительные меры для сохранения этих сокровищ и предотвращения их попадания в руки вандального турка». Это насторожило нового куратора начинающего Стамбульского археологического музея Османа Хамди-бея, который организовал полные раскопки и передачу саркофагов в Стамбул.
Во время раскопок рабочие открыли саркофаг Табнита и обнаружили, что «человеческое тело плавает в идеальной сохранности в своеобразной жидкости». Пока Хамди-бей был на ланче, рабочие опрокинули саркофаг и вылили жидкость, так что «секрет чудесной жидкости снова был спрятан в песке Сидона». В 1892 году Хамди-бей отметил, что он сохранил часть осадка, которая осталась на дне саркофага.

## Расшифровка надписи
Надпись известна как KAI 13. Египетская иероглифическая надпись показывает, что саркофаг первоначально предназначался для египетского полководца по имени Пен-Птах (pꜣ-n-pth).
| 𐤀𐤍𐤊 𐤕𐤁𐤍𐤕 𐤊𐤄𐤍 𐤏𐤔𐤕𐤓𐤕 𐤌𐤋𐤊 𐤑𐤃𐤍𐤌 𐤁𐤍 𐤀𐤔𐤌𐤍𐤏𐤆𐤓 𐤊𐤄𐤍 𐤏𐤔𐤕𐤓𐤕 𐤌𐤋𐤊 𐤑𐤃𐤍𐤌 𐤔𐤊𐤁 𐤁𐤀𐤓𐤍 𐤆 𐤌𐤉 𐤀𐤕 𐤊𐤋 𐤀𐤃𐤌 𐤀𐤔 𐤕𐤐𐤒 𐤀𐤉𐤕 𐤄𐤀𐤓𐤍 𐤆 𐤀𐤋 𐤀𐤋 𐤕𐤐𐤕𐤇 𐤏𐤋𐤕𐤉 𐤅𐤀𐤋 𐤕𐤓𐤂𐤆𐤍 𐤊 𐤀𐤉 𐤀𐤓𐤋𐤍 𐤊𐤎𐤐 𐤀𐤉 𐤀𐤓 𐤋𐤍 𐤇𐤓𐤑 𐤅𐤊𐤋 𐤌𐤍𐤌 𐤌𐤔𐤃 𐤁𐤋𐤕 𐤀𐤍𐤊 𐤔𐤊𐤁 𐤁𐤀𐤓𐤍 𐤆 𐤀𐤋 𐤀𐤋 𐤕𐤐𐤕𐤇 𐤏𐤋𐤕𐤉 𐤅𐤀𐤋 𐤕𐤓𐤂𐤆𐤍 𐤊 𐤕𐤏𐤁𐤕 𐤏𐤔𐤕𐤓𐤕 𐤄𐤃𐤁𐤓 𐤄𐤀 𐤅𐤀𐤌 𐤐𐤕𐤇 𐤕𐤐𐤕𐤇 𐤏𐤋𐤕𐤉 𐤅𐤓𐤂𐤆 𐤕𐤓𐤂𐤆𐤍 𐤀𐤋 𐤉𐤊𐤍 𐤋𐤊 𐤆𐤓𐤏 𐤁𐤇𐤉𐤌 𐤕𐤇𐤕 𐤔𐤌𐤔 𐤅𐤌𐤔𐤊𐤁 𐤀𐤕 𐤓𐤐𐤀𐤌 | ʾnk tbnt khn ʿštrt mlk ṣdnm bn ʾšmnʿzr khn ʿštrt mlk ṣdnm škb bʾrn z my ʾt kl ʾdm ʾš tpq ʾyt hʾrn z ʾl ʾl tptḥ ʿlty wʾl trgzn k ʾy ʾrln ksp ʾy ʾr ln ḥrṣ wkl mnm mšd blt ʾnk škb bʾrn z ʾl ʾl tptḥ ʿlty wʾl trgzn k tʿbt ʿštrt hdbr hʾ wʾm ptḥ tptḥ ʿlty wrgz trgzn ʾl ykn lk zrʿ bḥym tḥt šmš wmškb ʾt rpʾm | Я, Табнит, жрец Астарты, царь сидонян, сын Эшмуназара, жреца Астарты, царя сидонян, покоюсь в саркофаге этом. Кто бы ты ни был, любой человек, который будет уносить саркофаг этот, не открывай, не открывай надо мной и не беспокой меня, ибо нет со мной серебра, нет со мной золота и чего бы то ни было из... Только я покоюсь в саркофаге этом. Не открывай, не открывай надо мной и не беспокой меня, ибо оскорбление Астарты деяние это. И если открыванием откроешь надо мной и беспокойством обеспокоишь меня, то пусть не будет тебе семени среди живых под солнцем и места успокоения вместе с обитателями загробного мира. |

## Датировка
Саркофаг Табнита и саркофаг Эшмуназара II, как полагают, изначально датируются XXVI династией Египта, столицей которой был Саис. Частично это связано с их сходством с похожими саркофагами, такими как саркофаг Хорхебита эпохи Псамметиха II из Саккары, который сейчас находится в Музее искусств «Метрополитен».